# Sphenophryidae
Famille
Les Sphenophryidae sont une famille de Ciliés de la classe des Kinetofragminophora et de l’ordre des Suctorida.

## Étymologie
Le nom de la famille vient du genre type Sphenophrya, dérivé du grec σφεν / sfen, « coin », et οφρύς / ophrýs, « sourcil », en référence au mode fixation de cet organisme sur son hôte « enfoncé comme un coin » dans ses filaments branchiaux.

## Description
L’espèce Sphenophrya dosiniœ a une forme qui ressemble a un quartier d'orange. La longueur atteint jusqu'à 120 μm et sa  flèche (c'est-à-dire sa plus grand largeur), est de 15 à 21 μm. Les lignes d'insertions ciliaires sont au nombre de trois sur une face, la moitié sur l'autre, six sur le reste de celle-ci. Les deux systèmes de stries s'affrontent en chevron au niveau d'un hile déprimé. Ces stries sont dépourvues de cils, mais il en pousse, en deux champs très réduits, de part et d'autre du hile, quand se prépare le bourgeonnement.
On n’observe ni bouche ni tentacules, mais le long de l'arête ventrale, dans le cytoplasme, une baguette tabulaire, effilée aux deux bouts, qui débordent légèrement le cytoplasme. Le macronucleus et le micronucleus sont présents, ce dernier étant au niveau du hile.
La multiplication se fait par bourgeons externes dorsaux, surgissant au-dessus du hile. Le bourgeonnement s'annonce d'une manière très précoce par la poussée des cils sur les deux champs latéraux au hile, lequel ne participent pas à la formation de l'embryon, et par la formation dans le cytoplasme du parent de la baguette tubulaire du futur bourgeon, orientée perpendiculairement à celle de l'adulte. 
L’embryon a une symétrie bilatérale, une ceinture vibratile marginale. Il se forme suivant la loi dite de B. Collin, « perpendiculairement au parent ». La ceinture ciliaire de l'adulte correspond à celle de l'embryon.

## Mode de vie
Les membres de Sphenophrya sont fixés sur les branchies de leur hôte, enfoncés comme des coins dans le sillon qui sépare deux filaments branchiaux consécutifs. Cette insertion n'a lieu que vers le bord libre des filaments, sur les étroites bandes à longs cils formées d'une seule rangée de cellules.
Selon Chatton et Lwoff, il ne s'agirait pas d'un véritable parasitisme (qui a un effet négatif sur l'hôte), ils écrivent : « Remarquons que, malgré leur adaptation si étroite à leur hôte, ces Acinétiens ne sont pas de véritables parasites. Leur condition peut être définie (comme suit) : inquilinisme (hôte utilisé comme un abri) compliqué de phorésie (hôte utilisé comme un mode de transport). »

## Habitat et répartition
L’espèce Sphenophrya dosiniœ n'a été signalée que dans la Manche ; elle été découverte en 1921 dans les sables vaseux des grèves de Roscoff (France), vivant sur les branchies du mollusque bivalves Dosinia exoleta, cet hôte leur servant à la fois d'abri (inquilinisme) et de moyen de transport (phorésie).

## Liste des genres
Selon GBIF (1er juin 2023) :
- Gargarius Chatton & Lwoff, 1934
- Lwoffia Kozloff, 1955
- Pelecyophrya Chatton & Lwoff, 1922
- Sphenophrya Chatton & Lwoff, 1921 genre type
  - Espèce type : Sphenophrya dosiniae Chatton & Lwoff, 1921

## Systématique
Le nom valide de ce taxon est Sphenophryidae Chatton & Lwoff, 1921.

## Publication originale
- E. Chatton et A. Lwoff, « Sur une famille nouvelle d'acinétiens, les Sphenophryidae adaptés aux branchies des mollusques acéphales », C. r. hebd. Scéanc. Acad. Sci., France, vol. 173,‎ 1921, p. 1495-1497 (ISSN 0001-4036, lire en ligne).